# Borgo (metropolitana di Catania)
Borgo è una stazione sotterranea della metropolitana di Catania, inaugurata nel 1999, facente parte della prima tratta aperta all'esercizio, ovvero CT. Porto-Borgo.
Essa è di tipologia sotterranea, ed è gestita dalla  Ferrovia Circumetnea.
Ha svolto la funzione di capolinea provvisorio dal 1999 al 2017.

## Ubicazione

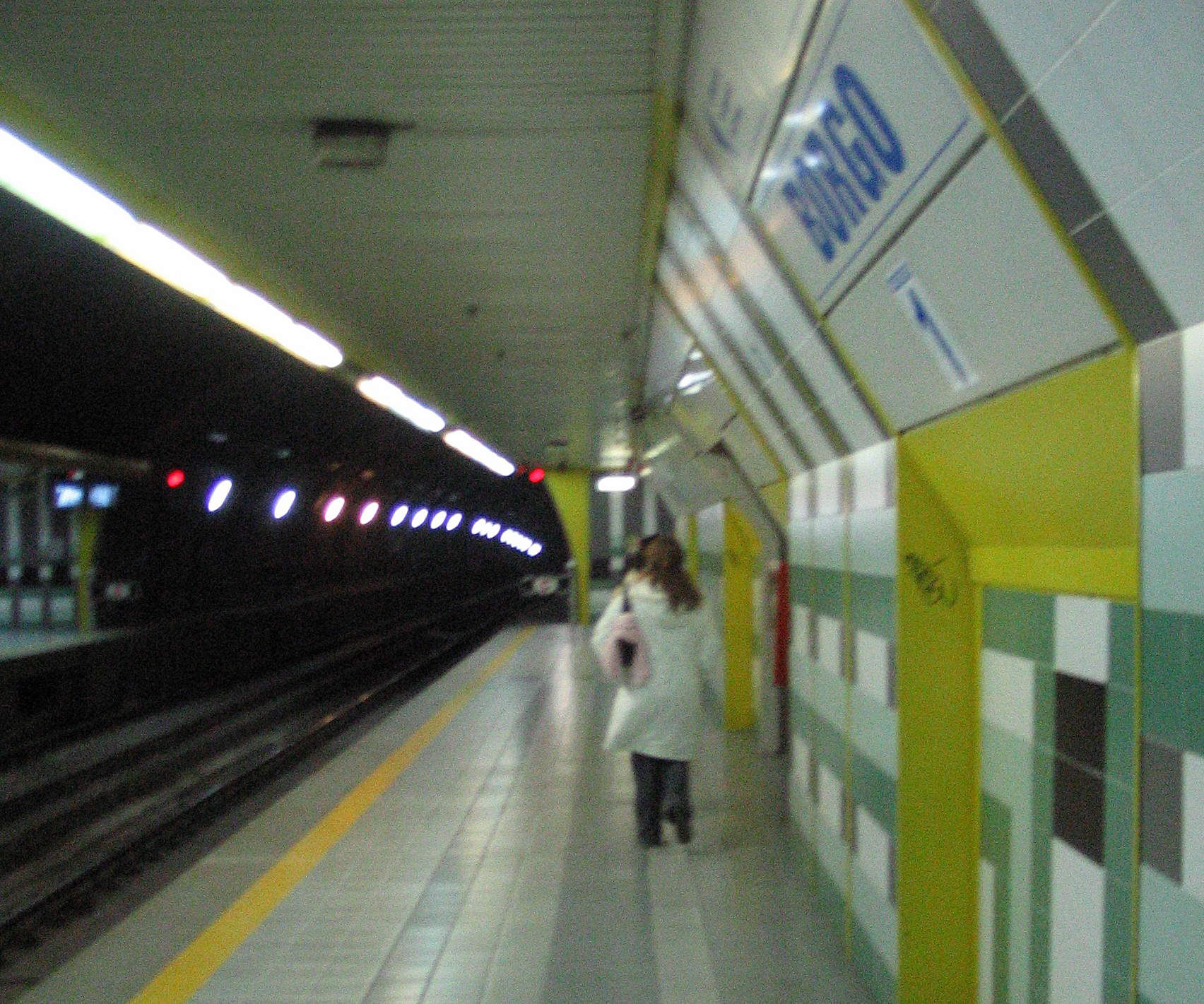
La stazione del Borgo, fotografata nel 2005.

A servizio della zona medio alta dell'asse di via Etnea ricadente nell'omonimo quartiere, dalla stazione sono facilmente raggiungibili vari luoghi d'interesse come: Istituto musicale "Vincenzo Bellini", Polo Tattile Multimediale, Istituto dei Ciechi, Orto Botanico, parco Gioeni, vari istituti scolastici di ogni ordine e grado, piazza Cavour, via Caronda, Via Monserrato, via Passo Gravina.

## Servizi
La stazione è dotata di:
- Scale mobili;
- Ascensore per portatori di handicap (non attivo);
- Servizio di video sorveglianza;
- Biglietteria automatica;
- Annuncio sonoro annunciante l'arrivo dei treni.

## Interscambio
Le uscite ovest sono collegate mediante lunga scala mobile e fissa alla via Etnea, la strada principale di Catania. Da questa uscita è possibile scambiare anche con linee suburbane AST-FCE-Etna Trasporti da e per l'hinterland catanese.
- autobus urbani dell'AMTS[3].
- autobus extraurbani dell'AST[4]-FCE-Etna Trasporti[5].